# NGC 7428
NGC 7428 (другие обозначения — PGC 70098, UGC 12262, MCG 0-58-14, ZWG 379.16, KARA 1001) — спиральная галактика с перемычкой (SBa) в созвездии Рыбы.
Этот объект входит в число перечисленных в оригинальной редакции «Нового общего каталога».